# ناصر المبارك الصباح
الشيخ ناصر المبارك الصباح، أحد أبناء حاكم الكويت السابع الشيخ مبارك الصباح من زوجته وسمية الحثلين. كان أعمى لا يرى، كما كان ذكيا فطيناً ذا حافظة قوية ونادرة، ولذلك لقب بكعب الأحبار. اشتغل بطلب العلم على أيدي اساتذة في الكويت فحصل على شيء من العلوم الدينية كالفقه والعقيدة وغيرها، كما حصل على بعض الأمور باللغة العربية. انصرف همه إلى التأليف، فإنشغل بوضع حاشية على شرح السيوطي لألفية ابن مالك لكنه لم يكملها، وكان يساعده في المطالعة والبحث سكرتيره الخاص سليمان العدساني. وتميز طول حياته بالتقى والصلاح، وكان لديه ميل شديد للعبادة، وكان يكثر من نفل الصلاة وصيام التطوع وكانت له رغبه بالعلوم والمعارف وكان أهل الكويت يستبشرون فيه خيرًا.

## حياته العائلية
تزوج من حصة سليمان حمود الحمود، وله من الأبناء:
- الشيخ صباح.
- الشيخ عبد الله.
- الشيخة لولوة.
- الشيخة بزة.
- الشيخة بيبي.